# Xã Alpena, Michigan
Xã Alpena (tiếng Anh: Alpena Township) là một xã thuộc quận Alpena, tiểu bang Michigan, Hoa Kỳ. Năm 2010, dân số của xã này là 9.060 người.